# Hippodrome d'York
 (avril 2025).
L'hippodrome d'York (York racecourse) est un circuit dévolu au sport hippique situé à York dans le Yorkshire du Nord en Angleterre.

## Présentation
Le circuit est situé à proximité de The Chocolate Works (en), l'usine qui abritait les ateliers de la chocolaterie Terry's jusqu'en 2005. 
Lors du tour de France 2014, la deuxième étape part de l'hippodrome.